# Notosacantha halmaherana
Notosacantha halmaherana es una especie de insecto coleóptero de la familia Chrysomelidae. Es endémica de Halmahera.